# Русов, Юрий Николаевич
Ю́рий Никола́евич Ру́сов (10 января 1929, Яранск, Кировская область, РСФСР ― 7 января 1994, Йошкар-Ола, Марий Эл, Россия) ― советский детский писатель, охотовед, член Союза писателей СССР с 1990 года. Сотрудник Бюро пропаганды художественной литературы Союза писателей Марийской АССР.

## Биография
Родился 10 января 1929 года в г. Яранске ныне Кировской области. В 1939 году вместе с семьёй переехал в Йошкар-Олу, где окончил среднюю школу.
В 1953 году окончил охотоведческий факультет Московского пушно-мехового института. С 1953 года работал охотоведом в звероводческом хозяйстве, государственном заповеднике, лесной опытной станции на Таймыре, Урале, Кавказе, в Крыму и Белоруссии.
В 1960-х годах вернулся в Марийскую АССР. В 1980-е годы был сотрудником Бюро пропаганды художественной литературы Союза писателей Марийской АССР.
Скончался 7 января 1994 года в Йошкар-Оле.

## Семья
Внучка ― Анна Фенина-Жукова, писательница, автор книг прозы, выходивших в издательстве «ЭКСМО».

## Литературное творчество
Начиная с 1960-х годов в газете «Марийская правда» публиковались его фенологические репортажи, очерки, рассказы. Первая книга для детей «Иришка и бобришка» вышла в свет в 1971 году. Затем последовали книги детских рассказов «Лесные встречи», «У Светлого ключа». Теме природы посвящён сборник «О том, как иволга поёт», изданный в Йошкар-Оле в 1986 году.
Лучшие его рассказы переведены на марийский язык и публиковались в журнале «Ончыко» в 1960―1980-х годах.
В 1990 году принят в Союз писателей СССР.

## Основные произведения
Далее представлен список основных произведений писателя на русском языке и в переводе на марийский язык:

### На русском языке
- Иришка и бобришка: рассказы охотоведа. ― Йошкар-Ола, 1971. ― 56 с.
- Лесные встречи. ― Йошкар-Ола, 1975. ― 56 с.
- У Светлого ключа: повести. ― Йошкар-Ола, 1982. ― 96 с.
- О том, как иволга поёт. ― Йошкар-Ола, 1986. ― 144 с.
- Лесные встречи: рассказы // На Земле Онара. ― М., 1989. ― С. 394―398.
- В краю соловьином: отрывок из романа «Чёрный аист» // Русское слово Марий Эл. ― Йошкар-Ола, 2004. ― С. 116―123.

### В переводе на марийский язык
- Кайыкын пӱйжӧ; Вӱдумдырын пӱяштыже…: ойлымаш-влак // Ончыко. 1962. № 3. С. 107―110.
- Кундыш вӱд воктене: ойлымаш / пер. А. Мурзашева // Ончыко. 1976. № 1. С. 63―69.
- Ир шашке; Вучыдымо уна-влак: ойлымаш-влак / пер. Г. Пирогова // Ончыко. 1989. № 6. С. 96―98.